# Херберт Краус
Херберт Краус (Бачинци, код Шида , 13. фебруар 1910 — Београд, 12. април 1970) био је лекар, учесник Народноослободилачке борбе и санитетски генерал-мајор ЈНА.

## Биографија
Рођен је 13. фебруара 1910. године у селу Бачинци, код Шида. Гимназију је завршио у Винковцима (1929), где се породица преселила након очеве смрти (1917). На Медицинском факултету у Загребу дипломирао је 1936. године. Током студирања био је члан и председник Жидовског академског потпорног друштва (1933—1935). По завршетку студија, одслужио је војни рок и радио кратко време у Загребу, у Школи народног здравља, Цивилној клиници за гинекологију и Клиници за унутрашње болести. 1938. године започео је лекарску праксу у Пецкој, селу крај Ваљева, у оквиру здравствене задруге. Други светски рат затекао га је у околини Босилеграда, где је служио као војник Краљевине Југославије. По повратку у Пецку, отпуштен је из здравствене задруге зато што је био Јеврејин.
Учесник је Народноослободилачке борбе од 1941. године. Најпре је био лекар Ваљевског и Првог шумадијског партизанског одреда, а затим је радио у партизанским болницама у Новој Вароши и Фочи, а од септембра 1942. године је био на дужности помоћника начелника Санитетског одсека Врховног штаба НОВ и ПОЈ. Током 1944. године био је један од организатора евакуације рањеника за Италију, а током лета и јесени исте године вршио је дужност начелника Санитетског одељења штаба базе Бари.
У чланство Комунистичке партије Југославије, примљен је 1941. године, а од Другог заседања АВНОЈ-а, 1943. године, био је члан Антифашистичког већа народног ослобођења Југославије.
После ослобођења Југославије, био је на разним руководећим дужностима у Санитетској служби Југословенске народне армије. Од децембра 1946. до октобра 1947. године је био начелник Главне војне болнице ЈА, а од септембра 1949. до јануара 1953. и од новембра 1954. до маја 1956. године начелник Војномедицинске академије.
Демобилисан је 1956. године у чину генерал-мајора Санитетске службе ЈНА и постављен за секретара за народно здравље Савезног извршног већа. Године 1962. постављен је за директора Савезног завода за здравствену заштиту, на чијем челу је остао до смрти. 1965. године изабран је за члана секретаријата Комисије за финансирање здравствене службе. Био је главни и одговорни уредник часописа Народно здравље, члан уредништва Pharmaca, а писао је и за лист Комуна.
Умро је 12. априла 1970. године у Београду и сахрањен је у Алеји заслужних грађана на Новом гробљу.
Носилац је Партизанске споменице 1941. и других југословенских одликовања, међу којима је Орден заслуга за народ са златном звездом и др.